# Emil Cojocariu
Emil Cojocariu (n.1938 - d. 7 decembrie 1994) a fost un deputat român în legislaturile 1990-1992 și 1992-1996. În legislatura 1990-1992, Emil Cojocariu a fost ales în județul Vaslui pe listele partidului FSN. În legislatura 1992-1996, Emil Cojocariu a fost ales pe listele PD. După deces, deputatul Emil Cojocariu a fost înlocuit de către deputatul Georgică Alexandrache.